# Tipula fenderi
Tipula fenderi är en tvåvingeart som beskrevs av Alexander 1954. Tipula fenderi ingår i släktet Tipula och familjen storharkrankar. Inga underarter finns listade i Catalogue of Life.